# 紅襟粉蝶
紅襟粉蝶（學名：Anthocharis cardamines），是粉蝶科的一種蝴蝶。

## 外觀
雄性紅襟粉蝶的前翅端呈橙色，雌蝶則沒有這個特徵。雄蝶在春天會在灌木籬牆及濕潤草地上尋找雌蝶。它們的底部呈斑綠色，在峨參及蒜芥等花朵是完美的偽裝。雄蝶甚至可以將前翅上的橙色收藏在後翅之下來隱藏。它們斑線色的底部其實是由黑色和黃色的鱗片所組成。

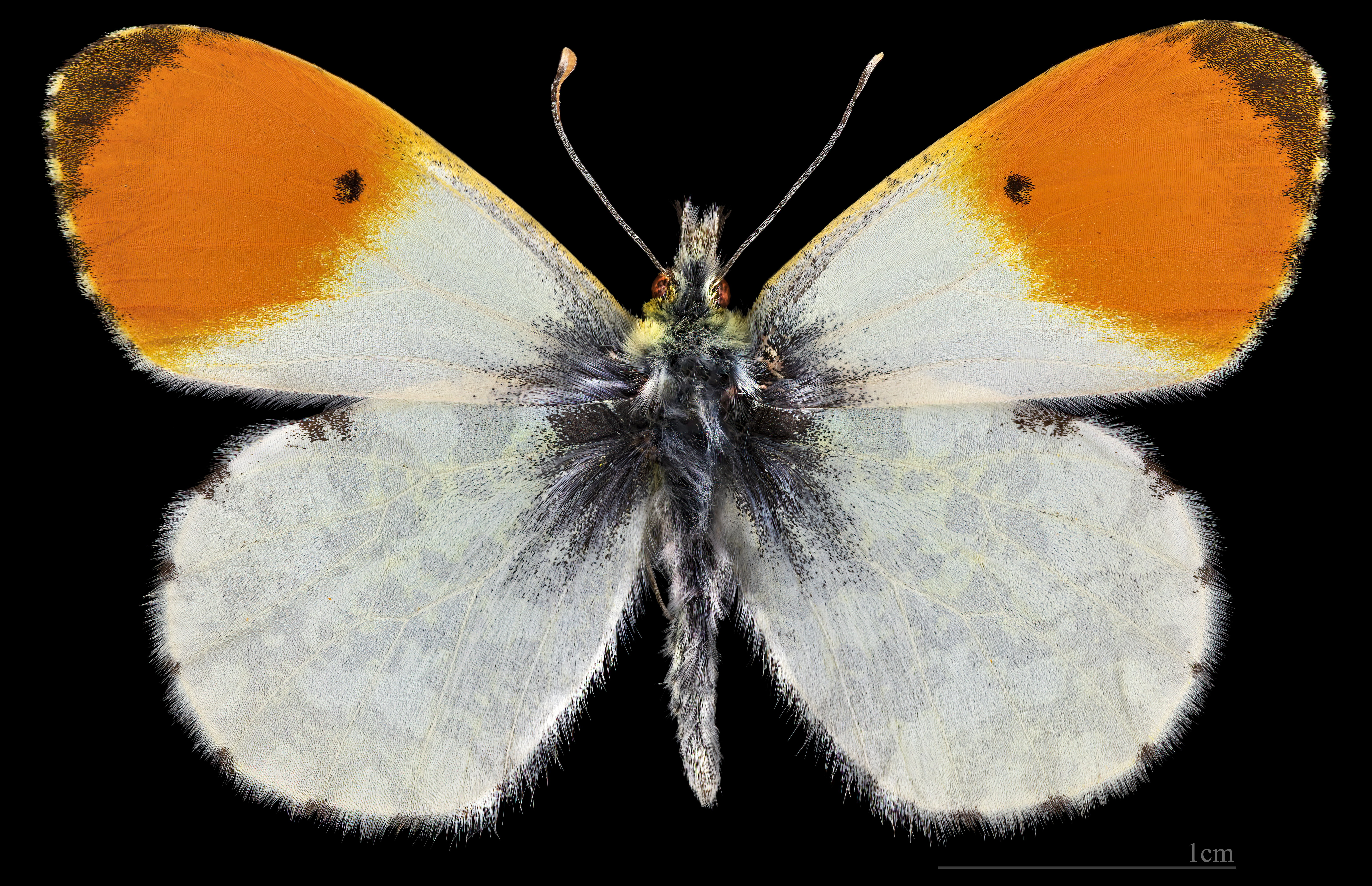
Anthocharis cardamines ♂
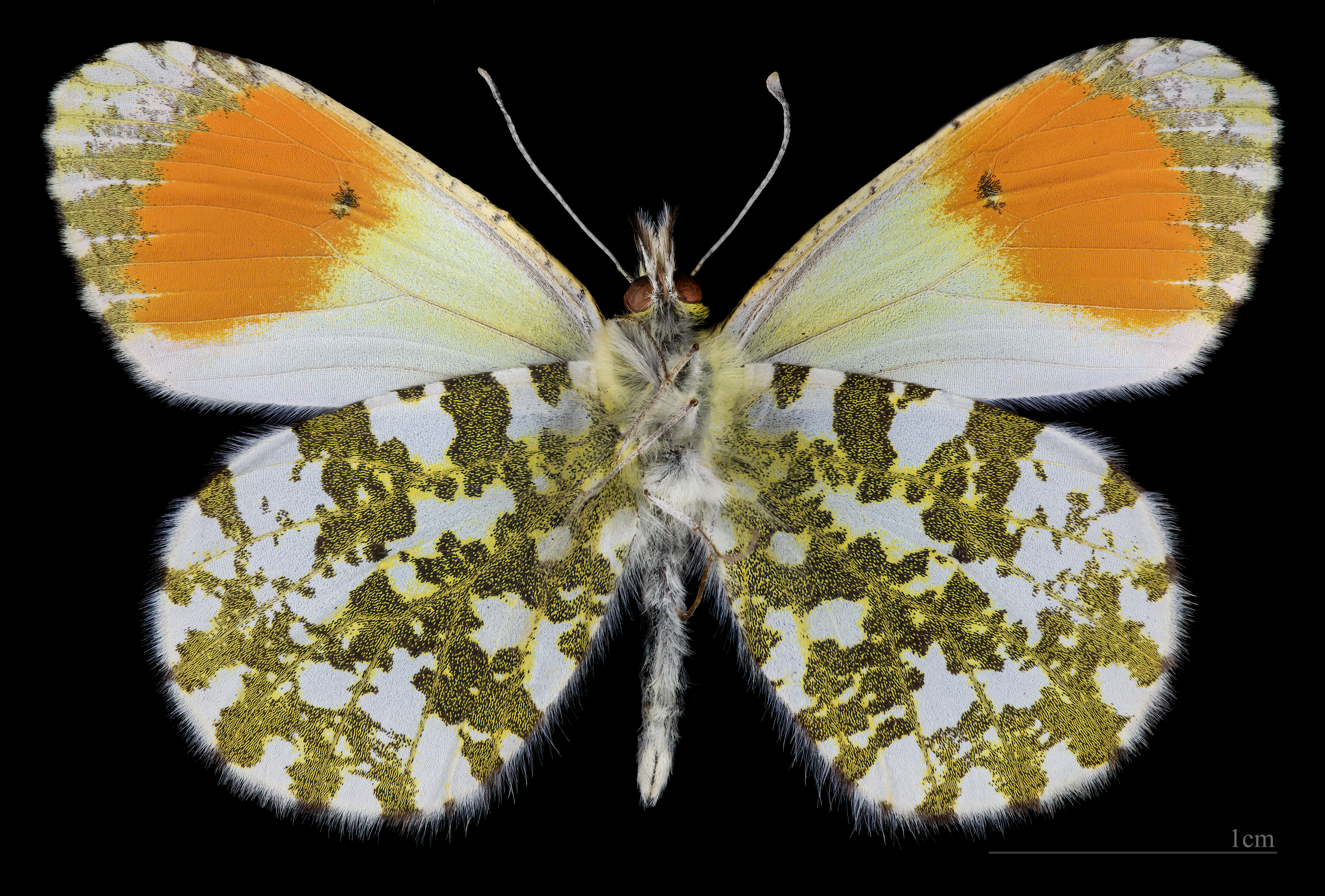
Anthocharis cardamines ♂  △
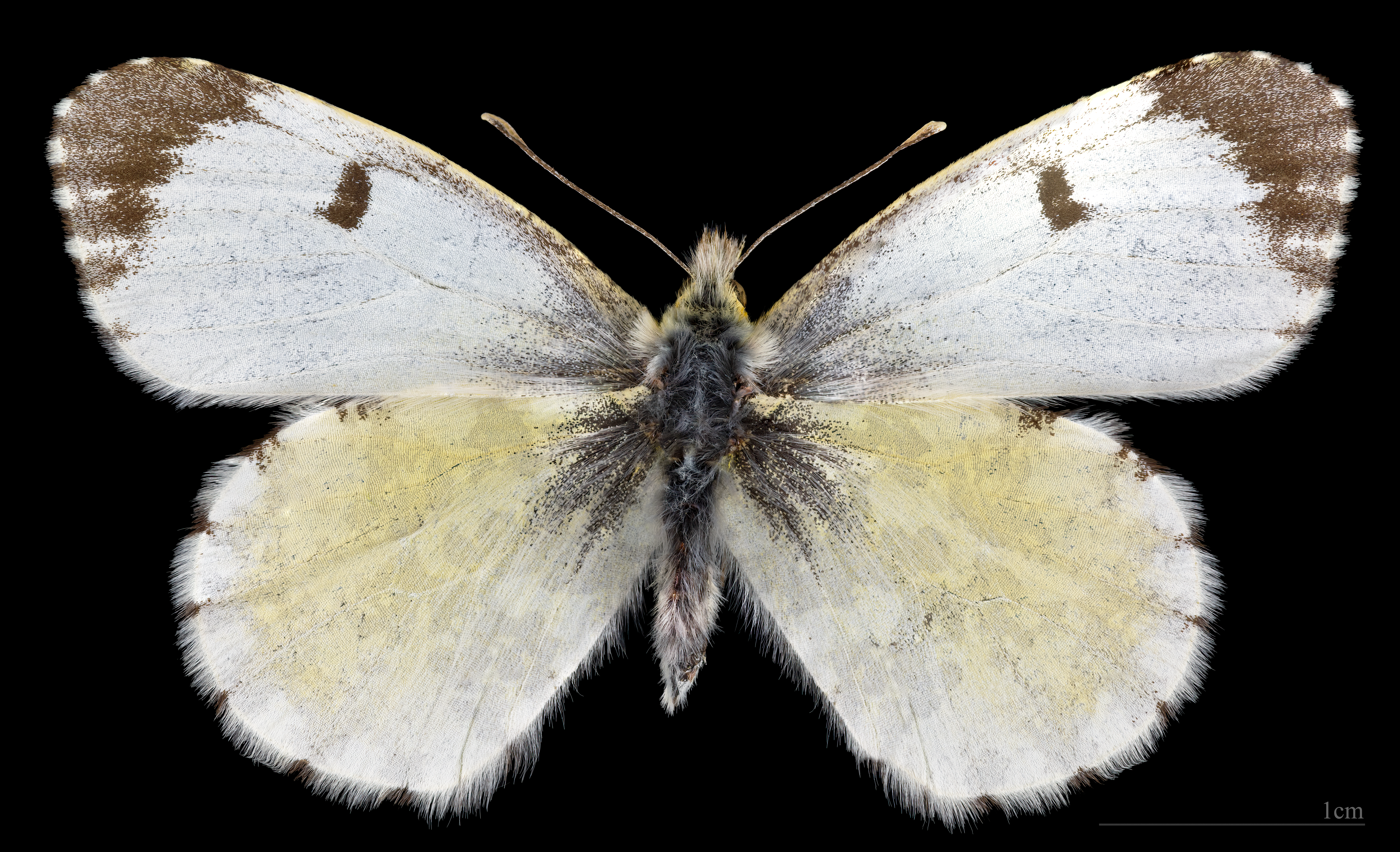
Anthocharis cardamines  ♀
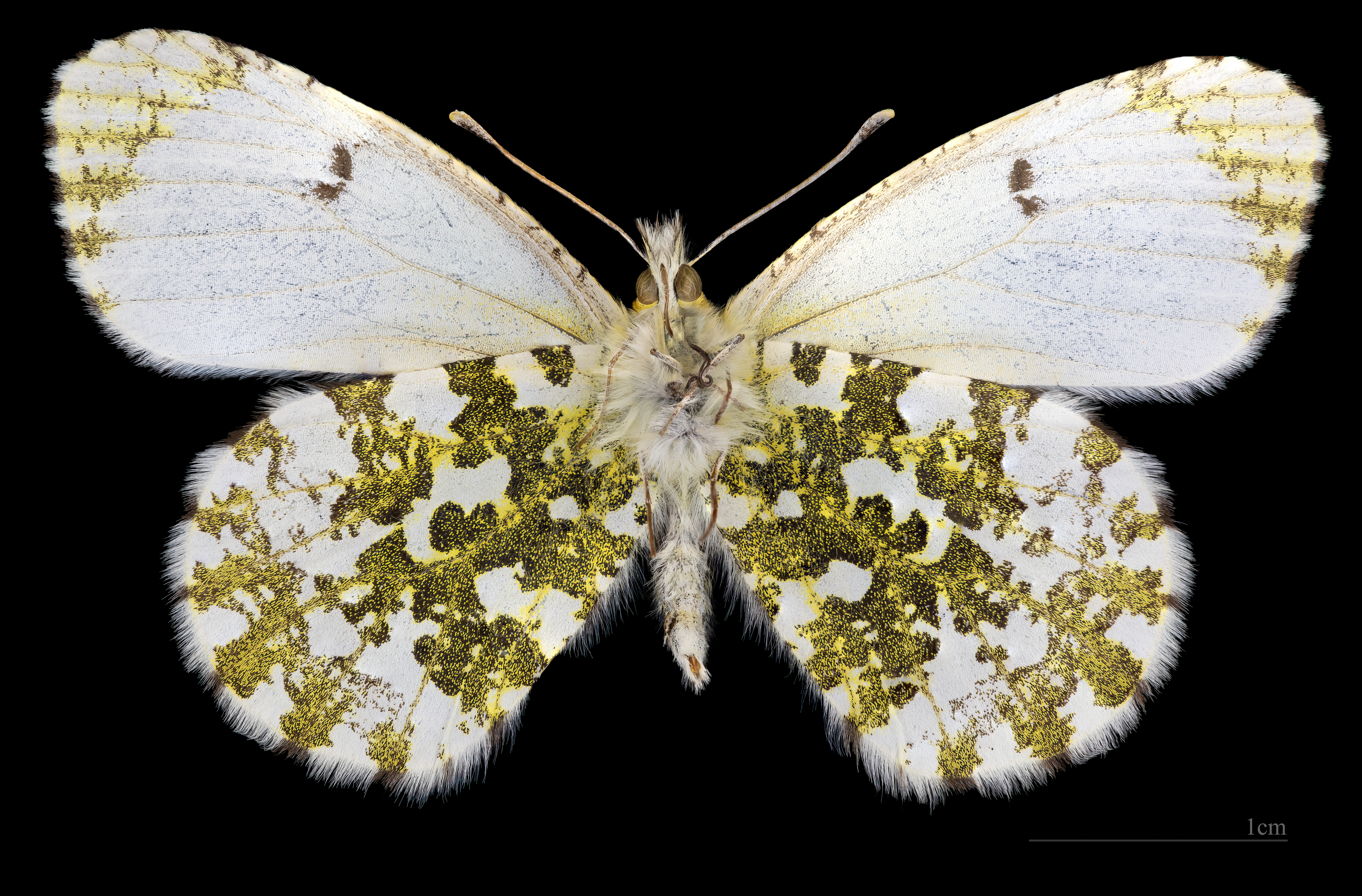
Anthocharis cardamines ♀ △

## 分佈及棲息地
紅襟粉蝶橫跨整個歐洲，東至亞洲的溫帶，最遠到日本。過往30年間因氣候轉變，它們在英國的數量急速增長，尤其是在蘇格蘭及愛爾蘭。它們棲息在濕潤的草坪及草地、林地、河堤、溝渠、堤防、沼澤、鐵道路塹及郊野路徑。

## 生命周期
雌蝶會在草甸碎米薺、蒜芥及其他野生十字花科的花頭上產卵，因為它們含有硫配醣體。雌蝶會被吸引到較大的花朵上，縱然它們並不適合毛蟲生長。雌蝶的繁殖率會受到尋找適合的植物影響。故此，它們演化到會使用多種不同的十字花科。卵開始是呈白色，幾日後就會變成鮮橙色，孵化前就會變得深色。由於毛蟲差不多只吃花朵，所以一顆植物並不足夠多於一隻毛蟲的生長。若兩條毛蟲相遇，其中一條毛蟲會把另一條吃了，目的是減少競爭者。同一道理，初生的毛蟲也會把未孵化的卵吃掉。為了防止其他雌蝶在同一顆植物上產卵，雌蝶會在產卵的地方留下一種信息素。毛蟲有5個幼體階段。毛蟲呈綠色及白色，天敵包括寄生蠅及小繭蜂科。毛蟲會於初夏成蛹，並於翌年春天破蛹而出。近期研究顯示成蟲可以延後達兩年才破蛹而出，以期確保它們可以在惡劣環境下生存。

## 亞種
- A. c. progressa
- A. c. septentionalis
- A. c. phoenissa
- A. c. alexandra
- A. c. hibernica
- A. c. koreana
- A. c. kobayashii
- A. c. isshikii
- A. c. hayashii

## 外部連結
- UK Butterfly Monitoring Scheme
- Orange Tip Editions